# Бренем (Техас)
Бренем (англ. Brenham) — город на юго-востоке штата Техас (США), расположенный примерно в 110 км северо-западнее Хьюстона и в 130 км юго-восточнее Остина. Бренем является окружным центром округа Вашингтон. Согласно Бюро переписи населения США, по переписи 2010 года население Бренема составляло 15 716 человек.

## История

Расположение Бренема в округе Вашингтон, а также округа Вашингтон в штате Техас

На месте нынешнего города находилось поселение Хикори-Гров, которое в 1843 году было переименовано в Бренем, в честь деятеля Техасской революции Ричарда Фокса Бренема (Richard Fox Brenham), убитого в феврале 1843 года. В 1844 году Бренем стал окружным центром. Почтовое отделение в нём было открыто  в 1846 году, а в 1858 году он получил статус города. В 1860 году к нему была построена железная дорога. Экономическое развитие города продолжалось в конце XIX и начале XX века за счёт развития банков, торговли, производства шёлка и сигар, производства матрацев, а также хлопчатникового масла и других пищевых продуктов. Основанная в 1907 году в Бренеме фабрика Blue Bell Creameries к 1970 году стала самым крупным производителем мороженого в Техасе.
Каждое десятилетие, от переписи к переписи, население Бренема увеличивалось (в некоторые десятилетия даже почти удваивалось), за исключением периода между 1900 и 1910 годами.

## Население
Согласно переписи населения 2010 года, в Бренеме проживали 15 716 человек, включая 5859 домашних хозяйств.
Расовый состав:
- 66,6 % белых
- 23,7 % чёрных и афроамериканцев
- 0,3 % коренных американцев
- 1,8 % азиатов
- 5,8 % других рас
- 1,7 % принадлежащих к двум или более расам

Доля латиноамериканцев и испаноязычных жителей любых рас составила 15,3 %.
Возрастное распределение: 22,1 % младше 18 лет (из них 6,9 % младше 5 лет), 60,0 % от 18 до 64 лет, и 17,9 % возраста 65 лет и старше. Средний возраст — 36,0 лет. На каждые 100 женщин было 91,9 мужчин (то есть 52,1 % женщин и 47,9 % мужчин).

## География
Бренем расположен примерно в 110 км северо-западнее Хьюстона и в 130 км юго-восточнее Остина.

## Климат
Согласно классификации климатов Кёппена, климат Бренема относится к типу Cfa — влажный субтропический климат.
| Показатель                    | Янв. | Фев. | Март | Апр. | Май | Июнь | Июль | Авг. | Сен. | Окт. | Нояб. | Дек. | Год  |
| ----------------------------- | ---- | ---- | ---- | ---- | --- | ---- | ---- | ---- | ---- | ---- | ----- | ---- | ---- |
| Абсолютный максимум, °C       | 30   | 31   | 36   | 36   | 38  | 40   | 42   | 43   | 40   | 37   | 35    | 30   | 43   |
| Средний суточный максимум, °C | 16   | 18   | 22   | 26   | 29  | 32   | 34   | 35   | 32   | 27   | 21    | 17   | 26   |
| Средняя температура, °C       | 10   | 12   | 16   | 19   | 23  | 26   | 28   | 28   | 26   | 21   | 15    | 11   | 20   |
| Средний суточный минимум, °C  | 5    | 6    | 10   | 13   | 18  | 21   | 22   | 22   | 20   | 15   | 9     | 5    | 14   |
| Абсолютный минимум, °C        | −18  | —    | −8   | 1    | 5   | 11   | 16   | 16   | 6    | −1   | −6    | −11  | −18  |
| Норма осадков, мм             | 80   | 70   | 70   | 90   | 100 | 90   | 70   | 60   | 70   | 80   | 90    | 90   | 1010 |
| Источник: www.weatherbase.com |      |      |      |      |     |      |      |      |      |      |       |      |      |

## Образование
Большинство школ города принадлежит Бренемскому независимому школьному округу (англ. Brenham Independent School District), также есть христианская школа (Citadel Christian School, ранее Brenham Christian Academy).
В Бренеме также находится Блинн-колледж с двухгодичным образованием (англ. Blinn College).

## Транспорт
- Автомобильное сообщение
  - Основные автомобильные дороги, пересекающие Бренем:
    -  US 290 (англ. US Highway 290) подходит к Бренему с востока (со стороны Хьюстона) и продолжается на запад, в сторону Остина.
    -  Шоссе 36 штата Техас (англ. State Highway 36) подходит к Бренему с юго-востока (со стороны Белвилла) и продолжается на северо-запад, в сторону Колдуэлла.
    -  Шоссе 105 штата Техас (англ. State Highway 105) отходит от Бренема на северо-восток, в сторону Навасоты[англ.].

## Фотогалерея
|  |  |  |  |